# Chiang Sheng
Chiang Sheng (江生, 27 avril 1951 - 18 août 1991), aussi connu sous le nom de Cutie Pie, est un acteur taïwanais connu pour ses performances martiales et acrobatiques dans de nombreux films de kung-fu hongkongais des années 1970 et 1980.
Membre de la Venom Mob (un groupe de 5 acteurs populaires spécialisés dans les films d'arts martiaux), il était l'un des acteurs préférés du réalisateur Chang Cheh.
À la fin de sa vie, il retourne vivre à Taïwan mais peine à y retrouver un emploi adéquat. Il déprime, divorce de son épouse et devient alcoolique. Il meurt finalement à 40 ans d'une crise cardiaque.

## Biographie
Né dans une famille nombreuse, Chiang Sheng ne peut recevoir toute l'attention de ses parents durant sa jeunesse et est donc envoyé à l'école d'opéra Fu Sheng à Taipei où il rencontre les futurs acteurs Lu Feng, Kuo Chui et Robert Tai qui deviendront ses amis. Il est un garçon de nature vive et un peu espiègle et est finalement expulsé de l'école pour avoir fumé dans le bureau du directeur mais il en a suffisamment appris pour commencer à travailler comme cascadeur.
Au milieu des années 1970, le célèbre réalisateur Chang Cheh de la Shaw Brothers se rend à Taïwan à la recherche de nouveaux talents et rencontre Chiang Sheng, Kuo Chui et Lu Feng. En 1976, ces trois-là avec Lo Mang participent au film Le Temple de Shaolin (à ne pas confondre avec le film du même titre sorti en 1982 avec Jet Li). Deux ans plus tard, en 1978, Chang Cheh réalise Cinq venins mortels (en), avec Chiang Sheng, Kuo Chui, Lu Feng, Lo Mang, Sun Chien et Wei Pai. Tous sont encore des nouveaux venus dans l'industrie cinématographique hongkongaise et Chang Cheh n'a inclus aucune grande célébrité de l'époque dans la distribution afin de présenter de nouveaux visages au public et un nouveau genre de films d'arts martiaux : il n'y a plus un seul héros principal qui se bat bien, mais chaque personne de la distribution principale a son propre style et de grandes compétences au combat.
Le film a un grand succès à Hong Kong mais aussi en Occident. Dès lors, les cinq acteurs deviennent connus sous le nom des « Venins » (Wei Pai devient ultérieurement le sixième membre du groupe parce qu'il participe à quelques films avec eux. Chiang Sheng devient quant à lui membre à part entière de la troupe et son rôle de disciple apprenant les cinq styles différents lui vaut d'être appelé le « Venin hybride) ».
L'équipe continue ensuite avec la même formule. Chiang Sheng, Kuo Chui et Lu Feng, tous issus de l'opéra chinois, chorégraphient les scènes d'action des films de Chang Cheh. Chiang Sheng commence également à travailler comme assistant réalisateur. Le groupe, ainsi que Wong Lik, Yu Tai-Ping, Johnny Wang, Ku Feng, parfois avec Alexander Fu Sheng, Ti Lung et d'autres, apparaissent dans plus d'une douzaine de films. Parmi eux se trouvent des classiques des films de kung-fu comme La Vengeance des infirmes (en), Shaolin Rescuers (en), Legend of the Fox (en), 3 fantastiques ceintures noires (en), remplis de grandes prestations d'arts martiaux et de wuxia et dans lesquels Chiang Sheng apporte non seulement ses talents acrobatiques mais également un côté comique.
La Venom mob se dissout en 1981. Trois de ses membres, Kuo Chui, Chiang Sheng et Lu Feng, fondent une nouvelle société de production à Taïwan, tandis que Chiang Sheng joue et chorégraphie les scènes d'action de leur premier film, Ninja in the Deadly Trap (en) (aussi connu sous le titre Ruthless Tactics).
Bientôt, Kuo Chui retourne à Hong Kong et demande à Chiang Sheng de l'accompagner, mais la femme de ce-dernier insiste pour qu'il reste à Taïwan. Chiang Sheng ne parvient pas à trouver un emploi valable sur place et divorce par la suite de sa femme. Il sombre dans la dépression et devient alcoolique.
En août 1991, un vieil ami de Chiang Sheng, Ricky Cheng Tien-chi, venu lui rendre visite, le trouve mort. Il était allongé sur le sol depuis trois jours, mort d'une crise cardiaque, bien que Kuo Chui ait dit qu'il « avait plutôt le cœur brisé »

## Filmographie
| Titre, année                                                                         | Rôle                                                |
| ------------------------------------------------------------------------------------ | --------------------------------------------------- |
| Wild Tiger (1973) aussi appelé Kung Fu Revenger                                      | figurant                                            |
| Fury in Storm (1974)                                                                 | figurant                                            |
| Bruce Takes Dragon Town (1974) aussi appelé Dare You Touch Me?                       | figurant                                            |
| The Guy!! The Guy!! (1974)                                                           | figurant                                            |
| Traitorous (1976)                                                                    | figurant                                            |
| The Hand of Death (1976) aussi appelé Grandmaster of Death et Strike of Death        | figurant                                            |
| The Shaolin Avengers (1976) aussi appelé Incredible Kung Fu Brothers                 | acteur                                              |
| Le Temple de Shaolin (Shaolin Temple) (1976) aussi appelé Death Chambers             | acteur                                              |
| New Shaolin Boxers (1976) aussi appelé Demon Fist of Kung Fu et Grandmaster of Death | acteur                                              |
| The Condemned (1976)                                                                 | figurant                                            |
| Chinese Connection 2 (1977) aussi appelé Fist of Fury 2                              | figurant                                            |
| The Naval Commandos (1977) aussi appelé Navy Descentors                              | acteur                                              |
| Le Chasseur d'aigles (The Brave Archer) (1977) aussi appelé Kung Fu Warlord          | acteur                                              |
| Chinatown Kid (1977)                                                                 | acteur                                              |
| Magnificent Wanderers (1977) aussi appelé Magnificent Kung Fu Warriors               | acteur                                              |
| Shaolin Monk (1977)                                                                  | acteur                                              |
| The Brave Archer 2 (1978) aussi appelé Kung Fu Warlord 2                             | acteur, assistant réalisateur                       |
| Invincible Shaolin (1978) aussi appelé Unbeatable Dragon                             | acteur, assistant réalisateur                       |
| Crippled Avengers (1978) aussi appelé Avengers Handicapped                           | acteur, assistant réalisateur, chorégraphe d'action |
| The Five Venoms (1978)                                                               | acteur, assistant réalisateur                       |
| Life Gamble (1979) aussi appelé Life Combat                                          | acteur, assistant réalisateur                       |
| Ten Tigers from Kwangtung (1979)                                                     | acteur, assistant réalisateur, chorégraphe d'action |
| Magnificent Ruffians (1979) aussi appelé The Destroyers                              | acteur, assistant réalisateur, chorégraphe d'action |
| Kid with the Golden Arm (1979)                                                       | acteur, assistant réalisateur, chorégraphe d'action |
| Shaolin Rescuers (1979) aussi appelé Avenging Warriors of Shaolin                    | acteur, assistant réalisateur, chorégraphe d'action |
| Shaolin Daredevils (1979) aussi appelé Shaolin Daredevils                            | acteur, assistant réalisateur, chorégraphe d'action |
| Heaven and Hell (1980) aussi appelé Shaolin Hell Gate                                | acteur, assistant réalisateur                       |
| Legend of the Fox (1980)                                                             | acteur, assistant réalisateur, chorégraphe d'action |
| The Rebel Intruders (1980) aussi appelé Killer Army                                  | acteur, assistant réalisateur, chorégraphe d'action |
| 2 Champions of Shaolin (1980)                                                        | acteur, assistant réalisateur, chorégraphe d'action |
| War of the Shaolin Temple (1980) aussi appelé Monks Go Crazy                         | acteur                                              |
| Flag of Iron (1980) aussi appelé Spearmen of Death                                   | acteur, assistant réalisateur, chorégraphe d'action |
| Masked Avengers (1981)                                                               | acteur, assistant réalisateur, chorégraphe d'action |
| The Brave Archer 3 (1981) aussi appelé Blast of the Iron Palm                        | acteur, assistant réalisateur, chorégraphe d'action |
| Imperial Sword, Crouching Devil (1981)                                               | acteur, chorégraphe d'action                        |
| The Thrilling Sword (1981) aussi appelé Heaven Sword                                 | acteur, chorégraphe d'action                        |
| Ninja in the Deadly Trap (1981) aussi appelé Hero Defeating Japs et Ruthless Tactics | réalisateur, acteur                                 |
| Sword Stained with Royal Blood (1981)                                                | acteur, assistant réalisateur, chorégraphe d'action |
| The Brave Archer and His Mate (1982) aussi appelé Mysterious Island                  | acteur, assistant réalisateur, chorégraphe d'action |
| Ode to Gallantry (1982)                                                              | acteur, assistant réalisateur, chorégraphe d'action |
| Ninja Kids (1982)                                                                    | acteur                                              |
| House of Traps (1982)                                                                | acteur, assistant réalisateur, chorégraphe d'action |
| Raiders (1982)                                                                       | acteur                                              |
| Sword with the Windbell (1983) aussi appelé Warriors from Shaolin                    | acteur                                              |
| Attack of the Joyful Goddess (1983) aussi appelé The Ghost                           | réalisateur, acteur, chorégraphe d'action           |
| Five Fighters from Shaolin (1984) aussi appelé Possession of Ghost                   | acteur                                              |
| Shanghai 13 (1984) aussi appelé All the Professionals                                | acteur, assistant réalisateur, chorégraphe d'action |
| Fight Among the Supers (1984)                                                        | acteur                                              |
| The Demons (1984) aussi appelé The Nine Demons                                       | réalisateur, acteur, chorégraphe d'action           |
| Exciting Dragon (1985) aussi appelé Drunken Dragon                                   | acteur                                              |
| Ninja in USA (1985)                                                                  | acteur                                              |
| Ode to Gallantry (1985)                                                              | acteur                                              |
| Vampire Kid 2 (1988)                                                                 | acteur                                              |
| The Legend of the Condor Heroes (1988)                                               | acteur                                              |